# Ejército de salvación (álbum)
Ejército de salvación es el décimo álbum de estudio del grupo español de indie pop rock Love of Lesbian. Se anunció por primera vez en octubre de 2023, con la noticia de que el álbum ya se había terminado de grabar y la mitad de las canciones del álbum serían colaboraciones con otros artistas; el primer artista invitado confirmado fue Leiva en noviembre de 2023, durante su participación invitada en el concierto final de la gira de V.E.H.N. (Viaje épico hacia la nada) de la banda en el WiZink Center de Madrid. Además de Leiva, los otros artistas invitados fueron Eva Amaral, Rigoberta Bandini, Zahara y Jorge Drexler.
Fue publicado el 11 de octubre de 2024 por Warner Music Spain.

## Lista de canciones
Todas las canciones escritas y compuestas por Santi Balmes. 
| N.º   | Título                       | Artista invitado  | Duración |  |
| 1.    | «Canción de emergencias»     |                   | 4:31     |  |
| 2.    | «¿Qué vas a saber?»          | Amaral            | 4:11     |  |
| 3.    | «La hermandad»               |                   | 3:37     |  |
| 4.    | «Contradicción»              | Rigoberta Bandini | 4:56     |  |
| 5.    | «Ejército de salvación»      |                   | 6:45     |  |
| 6.    | «Tesis»                      | Zahara            | 4:20     |  |
| 7.    | «Una conversación pendiente» |                   | 4:50     |  |
| 8.    | «La Champions y el Mundial»  | Leiva             | 4:07     |  |
| 9.    | «El día que Starman huyó»    |                   | 4:38     |  |
| 10.   | «La herida»                  | Jorge Drexler     | 3:56     |  |
| 11.   | «Ya sale el sol»             |                   | 5:31     |  |
| 51:27 |                              |                   |          |  |

## Créditos
Créditos procedentes del libreto del álbum.
Love of Lesbian
- Santi Balmes - Voz, guitarra, teclados
- Julián Saldarriaga - Guitarra, secuenciadores, coros, dirección creativa
- Jordi Roig - Guitarra
- Oriol Bonet - Batería, programación

Otros músicos
- Ricky Falkner - Bajo, guitarra acústica, guitarra eléctrica, sántes, coros, ingeniero de grabación, producción
- Dani Ferrer - Piano, rhodes, Hammond, sintetizadores, armonio, trompa
- Marc Clos - Vibráfono, percusiones, glockenspiel, guitarra española, guitarra de cuerdas de nylon, caja redoblante
- Eva Amaral - Voz (canción 2)
- Rigoberta Bandini - Voz (canción 4)
- Zahara - Voz (canción 6)
- Leiva - Voz (canción 8)
- Jorge Drexler - Voz (canción 10)
- Santos Berrocal - Programaciones, percusión, mezclas, ingeniero de grabación, producción
- Fluren Ferrer - Teclados, programaciones, edición, ingeniero de grabación, producción
- Xavi Molero - Batería
- Ferran Pontón - Guitarra eléctrica

Personal
- Gerard Giner - Ingeniero de grabación, asistente de grabación, asistente de mezclas
- Ángel Medina - Masterización
- Gonçal Planas - Producción ejecutiva
- Twee Muizen - Diseño, maquetación, dirección de arte, máscaras, pintura
- Artur Galocha - Diseño, maquetación
- Kenneth Santos - Dirección creativa
- Sílvia Poch - Fotografía
- Nidia Tusal - Estilismo
- Andrea M. Cusset - Corrección de textos